# Un cattivo soggetto
Pour plus de détails, voir Fiche technique et Distribution.
Un cattivo soggetto (traduction littérale française : Un mauvais sujet) est un film comique italien de 1933 réalisé par Carlo Ludovico Bragaglia et mettant en vedette Vittorio De Sica. C'est un remake de The Devil to Pay! de George Fitzmaurice (1930).

## Synopsis
Un jeune homme, qui mène une vie désordonnée, tombe amoureux d'un belle étrangère, rompant ses fiançailles avec une fille de noble famille. Entre difficultés et malentendus, jalousies et querelles, le jeune homme finit par épouser la jolie étrangère.

## Fiche technique
- Titre original : Un cattivo soggetto
- Réalisation : Carlo Ludovico Bragaglia
- Scénario : Carlo Ludovico Bragaglia, Fulvio Palmieri
- Décors : Gastone Medin
- Photographie : Carlo Montuori
- Musique :  Vittorio Mascheroni
- Montage : Fernando Tropea
- Langue : italien
- Genre : Comédie
- Pays de production :  Royaume d'Italie
- Date de sortie : 1933

## Distribution
- Vittorio De Sica : Willy
- Giuditta Rissone : Suzanne, la sœur de Willy
- Irina Lucacevich : Dora
- Laura Nucci : Mary del Varietà
- Guglielmo Barnabò : père de Willy et Susanne
- Egisto Olivieri : oncle de Dora
- Amelia Chellini : tante de Dora